# Freedumb
Freedumb — седьмой студийный альбом кроссовер-трэш-метал-группы  Suicidal Tendencies, выпущенный 18 мая 1999 года на независимом лейбле Suicidal Records.

## Об альбоме
Обложка альбома — пародия на водружение флага над Иводзимой.
Музыкально представляет собой альбом, стиль которого сочетал в себе ярость и мощь хардкор-панка, фанковый ритм и скорость традиционного трэш-метала.
В 2005 году Freedumb занял 489 позицию в списке 500 величайших альбомов рока и метала всех времён по версии журнала Rock Hard.

## Список композиций
| №                   | Название              | Автор(ы)                    | Длительность |
| ------------------- | --------------------- | --------------------------- | ------------ |
| 1.                  | «Freedumb»            | Мьюир, Плезентс, Кларк, Пол | 2:52         |
| 2.                  | «Ain't Gonna Take It» | Мьюир, Плезентс, Кларк      | 2:08         |
| 3.                  | «Scream Out»          | Мьюир                       | 2:29         |
| 4.                  | «Half Way up My Head» | Мьюир, Плезентс             | 4:01         |
| 5.                  | «Cyco Vision»         | Мьюир, Кларк                | 1:49         |
| 6.                  | «I Ain't Like You»    | Мьюир                       | 2:35         |
| 7.                  | «Naked»               | Suicidal Tendencies         | 3:56         |
| 8.                  | «Hippie Killer»       | Мьюир                       | 3:09         |
| 9.                  | «Built to Survive»    | Мьюир                       | 3:06         |
| 10.                 | «Get Sick»            | Мьюир, Плезентс, Кларк      | 2:57         |
| 11.                 | «We Are Family»       | Мьюир, Кларк                | 2:54         |
| 12.                 | «I'll Buy Myself»     | Мьюир, Кларк                | 1:48         |
| 13.                 | «Gaigan Go Home»      | Мьюир, Вэккерман            | 1:57         |
| 14.                 | «Heaven»              | Мьюир, Кларк                | 4:13         |
| Общая длительность: | Общая длительность:   | Общая длительность:         | 39:54        |

### Бонус композиции (японское издание)
В японском издании также присутствует бонус-трек.
| №   | Название        | Длительность |
| --- | --------------- | ------------ |
| 15. | «Don't Take No» |              |

## Участники записи
- Майк Мьюир — вокал
- Дин Плезентс[англ.] — соло-гитара
- Майк Кларк[англ.] — ритм-гитара
- Джош Пол[англ.] — бас-гитара
- Брукс Вакерман — барабаны